# 高橋光宏
高橋 光宏（たかはし みつひろ、1962年7月19日 - ）は、元競輪選手。群馬県高崎市出身。日本競輪学校（当時。以下、競輪学校）56期生。現役時代は日本競輪選手会群馬支部所属。師匠は松岡征四郎。血液型はB型。自転車はサムソン。愛称は「ミツ」。

## 来歴
群馬県立高崎工業高等学校では自転車部に在籍。卒業後は2年間製鉄会社に勤務するが、賃金の低さに不満を覚え、競輪選手になることを決意。競輪学校には56期生として入学し、在校成績は43勝で6位だった。
初出走は1985年9月14日の豊橋競輪場で、初勝利も同日。デビュー当初から追い込みを得意戦法とした。デビュー後は順調にS級に昇格し、1994年には第10回全日本選抜競輪で特別競輪（現在のGI）初優勝を果たす。ただ、この時は初戦の一次予選特別選抜競走で失格しており、失格選手が優勝したという矛盾が問題となった。これを受けて1992年に制定された「特別競輪で失格した選手は次の特別競輪に斡旋しない」というルールが、1995年より「特別競輪でも失格即欠場」というルールに改められた。
しかし翌1995年の第38回オールスター競輪で優勝し、2つ目のタイトルを獲得したことで、自らその実力の高さを証明して見せた。
40歳を超えてからも長い間S級で活躍したが、2011年下半期からA級降格が決定したこともあり、2011年6月22日の向日町競輪場第6RS級一般戦8着をもって現役引退を表明した。
2011年6月27日、選手登録消除。通算成績2024戦257勝、優勝23回（うち特別競輪2回）。

## 主な獲得タイトル
- 1994年 - 全日本選抜競輪（大垣競輪場）
- 1995年 - オールスター競輪（熊本競輪場）

## 競走スタイル
高橋曰くあまり攻撃的な性格ではなく、番手で競るよりも競らずに3番手につけることをよしとする。典型的な追込選手。しかし「ここ一番」という時の実力には目を見張るものがあり、決勝レースに出走した時は、かなりの好成績を残している。現在評論家の緒方浩一は、高橋の競走について「三番手を回らしたら日本一」と評価していた。高橋は瞬発力と展開、コース取りなどに関する判断のよさが自身の武器であると述べている。